# Bühne (Osterwieck)
Bühne ist ein Ortsteil der Stadt Osterwieck im Landkreis Harz in Sachsen-Anhalt.

## Geografische Lage
Der Ort liegt im nördlichen Harzvorland unweit der Ilse, nordwestlich von Osterwieck und südöstlich von Hornburg in Niedersachsen.

## Geschichte
Bühne wurde im Jahre 1202 mit Liudolfo de Bunede erstmals erwähnt. 1224 wird der Ort als Bunethe, 1247 als Bunede und 1310 als Bynedhe erwähnt. Der Name kommt vom nd. Buhne, „Erhöhung am Ufer“ oder vom ahd. buni, „Bühne, erhöhter, waagerechter Boden“. Die zwischenzeitlich abgeschliffene Endung -ede ist in anderen Orten der Region wie Leiferde, Denkte oder Lengde sichtbar und ist analog zu engl. -th (wealth, strength etc.).
Anfang des 14. Jahrhunderts waren in Bühne die Adelsfamilien von Berwinkel und von Krebs begütert. Auch das Kloster Stötterlingenburg hatte hier Besitzungen. Das Dorf im ganzen gehörte aber dem Domkapitel von Halberstadt. Als 1343 die Regensteiner ihre Rechte über Stötterlingenburg und dessen Zubehör veräußerten, ging der betreffende Teil von Bühne an die Braunschweiger Herzöge. 1363 verpfändet Bischof Ludwig von Halberstadt Bühne samt Wülperode und anderen Orten an die Familie von der Gowische; 1383 gab Bischof Albrecht III. dieselben Dörfer denen von Rössing zu Pfand, ein Vertrag, der später noch öfters erneuert wurde. Im Jahre 1481 finden sich Vertreter der Familie von Burgsdorf als Lehnsleute des Hochstifts in Bühne.
Ein Pfarrer wird in Bühne schon 1310 erwähnt. Das Patronat der Kirche hatte 1564 noch Kloster Stötterlingenburg. Im gleichen Jahr hatte Bühne 31 Hauswirte und um 1900 gab es ca. 300 Einwohner mit Haupterwerb in der Landwirtschaft.
Bühne gehörte bis 1648 zum Hochstift Halberstadt und gelangte dann an das Fürstentum Halberstadt. Der Ort unterstand direkt dem Amt Stötterlingenburg-Wülperode und gelangte 1815 an den Regierungsbezirk Magdeburg der preußischen Provinz Sachsen.
Am 1. Juli 1950 wurden die bis dahin eigenständigen Gemeinden Hoppenstedt und Rimbeck eingegliedert.
Ab 1961 lag der Ort unmittelbar im Grenzgebiet der DDR und war nur mit einer Sondergenehmigung zu erreichen.
Am 1. Januar 2010 schlossen sich die bis dahin selbstständigen Gemeinden Bühne, Aue-Fallstein, Berßel, Lüttgenrode, Rhoden, Schauen und Wülperode mit der Stadt Osterwieck zur neuen Stadt Osterwieck zusammen.
Zur ehemaligen Gemeinde gehörten neben dem Hauptort Bühne auch die am 1. Juli 1950 eingemeindeten Orte Hoppenstedt und Rimbeck.

## Politik

### Wappen
| | Blasonierung: „In Rot eine über silbernem Schildfuß mit blauer Wellenleiste aufgehende goldene Sonne mit vier Strahlen, überdeckt von drei zwischen den Strahlen liegenden goldenen Ähren.“ |
| Wappenbegründung: Die Farben des Ortes sind Gelb (Gold) - Rot. Die Region ist seit altersher von der Landwirtschaft geprägt, so dass die Getreideähren auf die wirtschaftliche Situation hinweisen. Ihre Zahl verdeutlicht außerdem die drei Ortsteile Bühne, Hoppenstedt und Rimbeck. Die aufgehende Sonne soll eine hoffnungsvolle Zukunft für die Ortschaft darstellen. Im Schildfuß wird mit dem Wellenbalken die Ilse dargestellt, an dem das Dorf liegt. In den Tinkturen des Wappens klingen die Farben des Bistums Halberstadt an, zu dem Bühne einmals territorial gehörte. Das Wappen wurde von dem Heraldiker Udo Glathe aus Quedlinburg gestaltet und am 14. Juli 1997 durch das Regierungspräsidium Magdeburg genehmigt. | |

### Flagge
Die Flagge wurde von dem Heraldiker Udo Glathe aus Quedlinburg gestaltet und am 10. Februar 1999 durch das Regierungspräsidium Magdeburg genehmigt.
Die Flagge ist gelb mit dem mittig aufgelegten Ortswappen.

## Verkehr
Der Bahnhof Bühne-Rimbeck lag an der Bahnstrecke Wasserleben–Börßum. Diese Strecke ist stillgelegt.

## Söhne und Töchter (Auswahl)
- Vitus Büscher (1602–1666), evangelischer Theologe